# El hoyo en la cerca
El hoyo en la cerca es una película de suspenso dramático mexicana-polaca de 2021 dirigida por Joaquín del Paso que se estrenó en el Festival Internacional de Venecia en septiembre de 2021.

## Sinopsis
Cada año, el Centro Escolar los Pinos, una reconocida escuela privada religiosa para niños, envía a “los hijos de la élite mexicana” a un campamento de verano en el campo. Bajo la atenta mirada de sus maestros y sacerdotes, los muchachos se fortalecen física y moralmente y en su fe. Pero luego descubres un agujero en la cerca que rodea el campamento.

## Producción

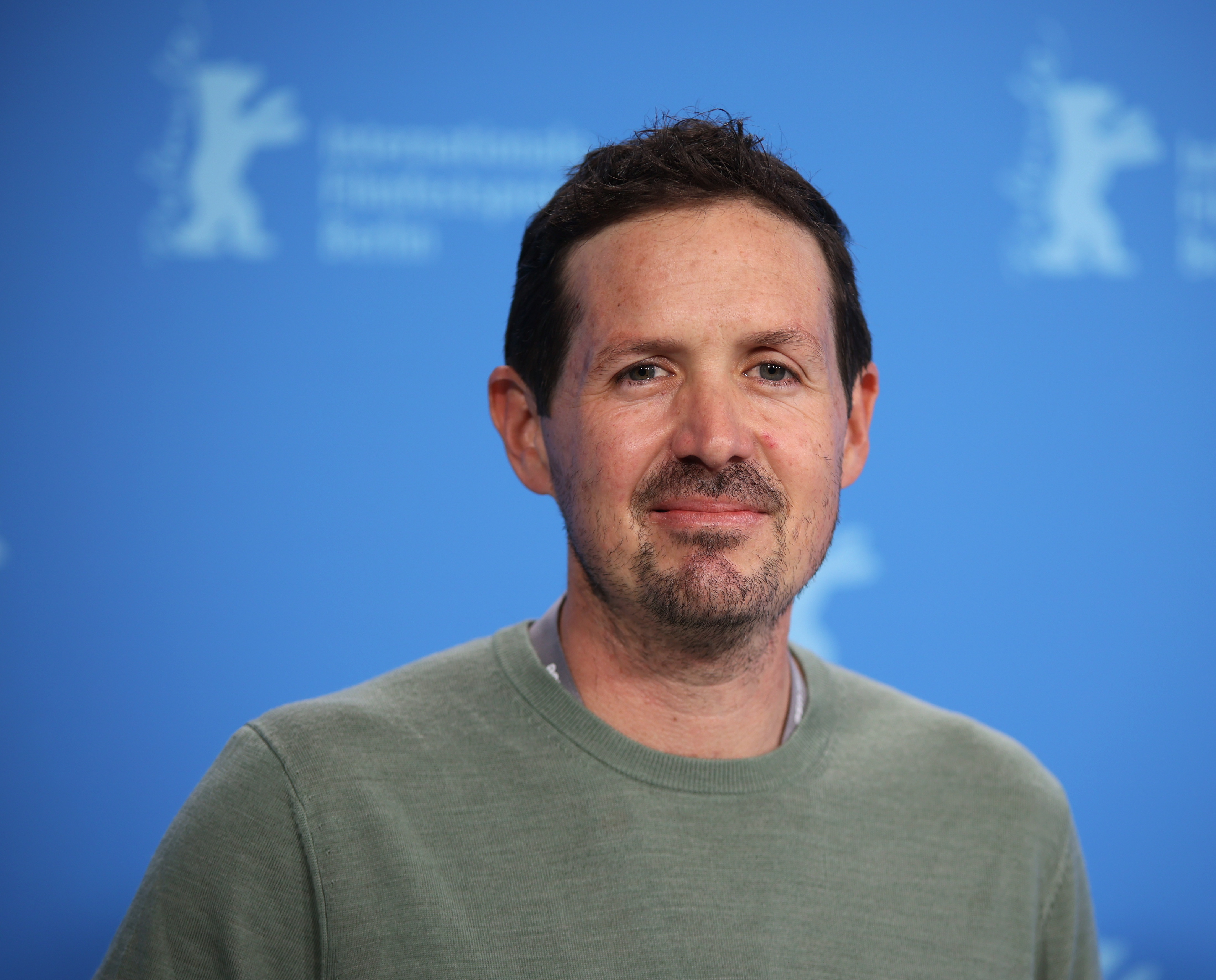
Director Joaquín del Paso

Dirigida por el mexicano Joaquín del Paso, quien también escribió el guion junto a Lucy Pawlak. Luego de que su película Maquinaria Panamericana se estrenara en el Festival de Cine de Berlín en 2016, la cual se presentó en la sección Foro y obtuvo aquí el premio a mejor largometraje, del Paso fue elegido al año siguiente para escribir el guion de El hoyo en la cerca para terminar.
Del Paso dice de la película que tiene elementos de una película de terror y un thriller, pero básicamente habla de la sociedad mexicana polarizada y de las diferencias de clase en México. La película trata de ilustrar la burbuja en la que crecen los niños de la clase alta mexicana, completamente alejados de la realidad. Nacido en la Ciudad de México en 1986, Del Paso asistió a una escuela del Opus Dei durante un año cuando era joven. Le tomó varios años darse cuenta de que el objetivo de tales instituciones era crear "una visión del mundo muy especial" entre los niños y fortalecer las clases privilegiadas creando "un enemigo externo" del cual podrían ser advertidos desde una edad temprana. contada desde la infancia. Según Del Paso, las escuelas privadas religiosas siguen siendo un símbolo de estatus en muchos países latinoamericanos. Su promesa de que la disciplina dura y la oración harán de los estudiantes futuros líderes en los negocios y la política se vende bien. Con su película, quería dar una mirada crítica a cómo este sistema educativo, de la mano de la religión católica, se usa para fortalecer estructuras de poder arraigadas diseñadas para crear muros psicológicos entre las personas. Estas barreras invisibles contribuyen de manera fundamental al continuo abuso racial, de género y de clase, y dejan heridas profundas en la vida de quienes han experimentado de primera mano el adoctrinamiento casi de culto practicado en tales instituciones.
Yubáh Ortega Iker Fernández interpreta a Eduardo, el estudiante de origen indígena. Enrique Lascuráin y Jacek Poniedziałek interpretan a los profesores Monteros y Stuhr, que dirigen el campamento. Lucciano Kurti interpreta al estudiante de secundaria Joaquín, a quien etiquetan como gay. El propio director Joaquín del Paso puede verse en el papel de secretario.
El estreno tuvo lugar el 3 de marzo. septiembre de 2021 en el Festival Internacional de Venecia, donde se proyectó la película en la sección Orizzonti. A principios de octubre de 2021, se presentó en el Festival de Cine Golden Orange de Antalya y se proyectó por primera vez en Polonia en el Festival de Cine de Varsovia poco después. La película también se proyectó en el Festival de Cine de Londres a mediados de mes. Se presentará en el Festival de Cine de Múnich a finales de junio de 2022.

## Recepción

### Recepción crítica
David Katz, de la revista de cine en línea Cineuropa, escribe que El hoyo en la cerca es una película bien hecha y fácil de ver, con actuaciones delicadas e improvisadas de jóvenes adolescentes que actúan por primera vez. A pesar de toda su cercanía a la realidad, la película quizás no confía lo suficiente en su audiencia. Entonces, el campamento de Los Pinos está filmado de manera increíblemente aterradora, como si estuvieras viendo una película de terror estadounidense.

### Reconocimientos
Festival Internacional de Cine de El Cairo 2021
- Premio a la Mejor Película en Competición (Joaquín del Paso)[11]

Premios Hollywood Music in Media 2021
- Nominada a Mejor Banda Sonora - Película Independiente en Lengua Extranjera (Kyle Dixon y Michael Stein)[12]

Festival Internacional de Cine de Venecia 2021
- Nominación al Queer Lion[13]

Festival Internacional de Cine de Varsovia 2021
- 1-2 Nominación al premio[14]